# 500 a.C.

## Eventos
- 70a olimpíada: Nicásias de Opo, vencedor do estádio.[1]
- Sérvio Sulpício Camerino Cornuto e Mânio Túlio Longo, cônsules romanos.
- A primeira república em Vaishali, Bihar, Índia é fundada.

## Nascimentos
- Anaxágoras, filósofo grego pré-socrático (data aproximada) (d. 428 a.C.)
- Dario (filho de Xerxes I), primogênito do Xá aquemênida, Xerxes I. (m. 465 a.C.).

## Mortes
Nenhum